# 英雄コナン

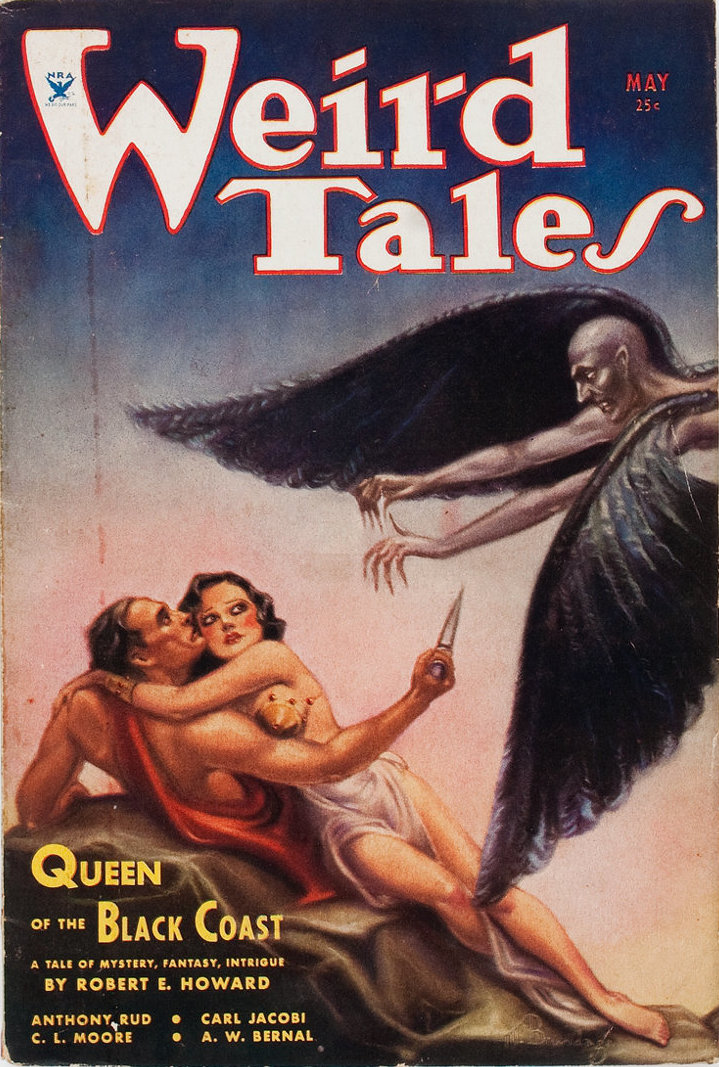
『ウィアード・テイルズ』誌の表紙の「英雄コナン」

英雄コナン（えいゆうコナン、蛮人コナン、キンメリアのコナンとも）は、1932年からロバート・E・ハワード（一部作品はディ＝キャンプ、ビョルン・ニューベリイらの補作）により著されたヒロイック・ファンタジーのシリーズであり、その主人公である。本シリーズは、典型的なヒロイック・ファンタジーの先駆けとなった。
アーノルド・シュワルツェネッガーを主演とし『コナン・ザ・グレート』（1982年）および『キング・オブ・デストロイヤー』（1984年）として映画化された。彼をターミネーターへと続く一連のスターダムへ導いたことでも知られ、現在でも彼の出演した主要な作品の一つとして記憶されている。2011年には再起動として『コナン・ザ・バーバリアン』が映画化された。

## 物語
1万2千年前、アトランティス大陸が海に没し、現存の歴史が記されるまで空白の時代、ハイボリア時代があった。各国の民族が入り乱れて争い、怪物や古の妖術の名残が点在する曠野にアトランティス人の末裔だが未開人に身を落とした北方のキンメリア出身の屈強な大男コナンは、粗にして野だが卑ではない豪放磊落な誇り高い戦士であった。
彼は、故郷キンメリアを離れ、あるときは傭兵、あるときは将軍、あるときは一攫千金を狙う冒険者、あるときは荒くれ船乗りを束ねた海賊となる。コナンの無宿渡世の旅路には、常に異郷の民や怪物との戦い、驚くべき冒険に美しい女たちがつきまとう。やがて故郷に帰ったコナンはキンメリア、そして周辺諸国を支配するアキロニアの大帝王となるが、それでもなお彼の行く手には戦いが待ち受ける。
なお、一見男性的な作品に見えるが、登場するゲストヒロインにはかなりの存在感があり、時に意外な活躍を見せ、時にヒロイン視点で物語が進められることもある。最初からコナンに従順で献身的なヒロインもいれば、打算からコナンを利用しようとしたり、時には保身に走って裏切ろうとするなど行動も多様で、コナンと純粋に愛し合う者もいれば、コナンに救われこそすれど彼と愛し合うわけではないヒロインも登場している。

## コナン
基本的には、ハワードの〈コナン〉シリーズの主人公だが作品によって異なる。
コナンは、キンメリア人でありアトランティス人の末裔。彼の名前は、ゲール語で「賢明」に由来する人名だが、これはキンメリア人がケルト人の祖先として設定されているためである。
鍛冶屋の息子として生まれたコナンは、15歳で大人と変わらない体型に成長し、陰鬱とした深い森の故郷を離れ、ノルドヘイムのエーシル人に混じって戦役に参加した。それ以来、各国を放浪し、海賊、盗賊、傭兵、コサックの頭領、山岳部族のリーダーなどを経験し、やがて将軍として軍隊を指揮すると40代でアキロニア王を玉座の階段の上で、その手で絞め殺すと王位を奪った。
ハワードによるコナンの物語は、40代以降のアキロニア王時代とそれ以前の放浪時代に別けられる。
アキロニア王コナンは、「宝石をちりばめた地上の玉座の数々をサンダルを履いた足で踏み躙っていた」とされているものの、不平の声を上げる民衆に悩まされ、家臣の反乱や邪悪な魔術師との対決しか描かれず、ひたすら鬱屈してその一文に当たるコナンが諸国を外征する物語はない。ハワードは、コナンにとって諸国との戦いは、自主的な征服運動ではなく防衛戦争だったとしている。
青年のコナンは、諸国を放浪し、海賊時代の異名として「獅子のアムラ」があり、コサックのズアキル族の頭領、イラニスタン山岳部族のリーダーになり、ミトラの信託によってコラジャ王国の指揮官になったこともある。
外見は、「不機嫌な」あるいは「火山のようにくすぶった」灰色がかった青い瞳、黒い総髪、四角い額を見せるたてがみのような髪型をしていて時々、髪留めを着けている。残忍な外見に反してユーモアを好み、数十の国の言葉で歌い、アルコールを好む。体型は、「巨大」とだけ表現されるがハワードがピーター・スカイラー・ミラーに宛てた1936年の手紙によると14歳の時点で6フィート/ 183 cm、体重180ポンド（82 kg）であると説明されている。肌は、赤銅色で浅黒い。筋肉質で豹のように俊敏でしなやか、足音を立てずに歩き、垂直の壁を登攀する。またハイボリア時代のあらゆる言語に精通する。他にも鋭敏な感覚や文明人にはない屈強な生命力を備えている。
ただし、超人的な能力こそあれ魔法や超能力の類は、備わっていないために多くの場合、魔法を使う敵に対しては、魔術師や魔女の助けを借りる。
宗教面では、伝統的にキンメリア人が信仰するクロムを仰いでいるが「俺は神の影を踏まないように気を付けている」と話したようにクロムは、厳格な神で軟弱な人間を嫌い、人が人を殺す時に獰猛な勇気を与えてくれると信じている。また死後の世界には関心がないと答えている。
多神教は、物事を複雑にすることで事実から逃避する文明人の悪習とし、多くの神を信じるべきでないと考える一方、「人には好きな神を拝ませてやればいい」としている。また文明人にないほど迷信深い一方で悪魔や怪物のような剣で殺せる相手には、どれほど強力な相手でも恐れたりすることはない。さらにザモラの賢者の話を盗み聞ぎして宇宙から怪物たちがやってくることを学んでいる（宇宙的恐怖）。
騎士道精神に従って相手に非がない限り、コナンから先に裏切ったり、見捨てたりはしない。ただし〈キング・カル〉と比べると複数の女性と関係を結ぶなど多情であることが指摘される。特に魅力的な女性に対しては、興味を露わにする。また冗談とはいえ女でも殴るなど荒々しい面もあり、女だからと言って殺さないということもない。

## ハイボリア時代
ハワードが交流のあったクラーク・アシュトン・スミスがギリシア神話から着想を得て太古の地球にあった架空の土地ハイパーボリアを舞台としたシリーズを作ったことを真似て失われた歴史という設定で疑似歴史を創作した。コナン以前に執筆していた〈キング・カル〉シリーズとリンクしていてカルの時代から後、アトランティス大陸が海中に没した後の時代ということになっている。ハワードは、歴史を愛好していたが商業作品を書き続ける上で歴史を詳しく調べるのは、困難でありハイボリア時代を作ったのは、これらを解決するためだった。
ハイボリア時代は、現実の地球の出来事だが今、知られている歴史が始まる前に起こった失われた歴史であり、実在の地名や神、様々な名称が借用されている。例えばスティギアは、現在のエジプトになり、ヒルカニア人は、タタール人、フン人、モンゴル人、トルコ人の祖先、キンメリア人は、古代ブリテンのキムリック（ウェールズの別名）諸部族の祖先ということになっている。このため現実では時代の異なる文明・集団、例えばヴァイキングや騎馬民族、ガレオン船を操るコルセア海賊、古代エジプト王国風、古代ギリシア風、アラビア風の架空の国が並立している。
ハイボリア大陸は、現在のユーラシア大陸だが地中海が陸地になり、アフリカ大陸と一体化し、また一部が海中に沈んでいる。ピクト人とアトランティス人は、大変動によって原始生活に逆戻りし、キンメリア人は、アトランティス人の末裔である。逆に立ち遅れていたボリ人が文明を築き、大陸の大部分を占めてハイボリア帝国を建設した。ハイボリア最終期には、氷河期が迫り、また地中海やキンメリア、ハイボリア大陸の西海岸が再びの大変動で海に没するとハイボリア時代の歴史は、失われてしまった。

### 主な諸国・集団

#### ハイボリア人
ハイボリア人あるいは、ハイボリ。名称の由来は、主神ボリに由来し、彼らの太古の首長であったがその記憶は、忘れられている。
現在の西ヨーロッパにあたる地域と地中海の上に住んでいる。ハイボリア時代では、北海、地中海、バルト海などは、全て陸地になっているため大ブリテン島とアフリカ大陸と一体化している。
北辺境の蛮族だったが石器時代の境遇を脱し、箒で掃き清めるように南下を開始して民族大移動を促した。その後、征服地で混血を繰り返してヒューペルボリア、アキロニア、ネメディアなどの王国を建設する。大変動から1500年ほど経つと文明の担い手になった。作中では実際に肌が白い黒いに関わらず、白人と呼べるのは、ハイボリア人との混血民族に限られるとされる。
ハイボリア民族の国家では、アキロニア王国が後に最も伸長した。北のヒューペルボリア、東のヒルカニア、長年の宿敵ネメディアなどを下し、周辺国を属州にして南のザモラ人の諸国まで駐屯すると繁栄の絶頂を迎える。ところが極北のエーシル人、ピクト人が侵攻を始めるとハイボリア民族の国々は、完全に滅亡した。
『不死鳥の剣』の冒頭に登場するネメディア年代記を見るに、おそらくコナンがアキロニアを繁栄の絶頂に導いた王であるらしい。アキロニアは、ラテン語のアクィラ（鷲）に由来し、史実におけるフランス王国に位置付けられ、ネメディアが神聖ローマ帝国に相当する。つまりフランスが神聖ローマ帝国とオスマン帝国に勝利して東西ローマ分裂以前の大帝国を再建したという疑似歴史をハワードは、考えていたと思われる。
主にミトラを信仰する。アキロニア、オピル、ネメディア、ブリトゥニア、コリンシア、ジンガラなど文明化されたハイボリア人国家は、ミトラ教をほぼ国教に定めている。このミトラ教は、史実のミトラ教とは無関係で、ほぼキリスト教に置き換えられる。
ただし現在のアジア、アフリカに相当する地域では、その他の神と同格に扱われている。
主要な登場人物にブリトゥニア人のヴァレリア（『赤い釘』）、ナタラ（『忍び寄る影』）がいる。

#### キンメリア
上述の通り、海底に沈んだアトランティス人の末裔。
現在の大ブリテン島とデンマークの間、北海に当たる地域にあり、大変動で陸地になったハイボリア大陸の一部。
前時代のトゥーレ人の文明は、異民族を傭兵として利用し続けるあまりに内部から崩壊し、ついに異民族の将軍が誕生するまでに至ってアトランティス人もピクト人も自らの為に遠征を繰り返し、各地に自分たちの都市を建設した。これにより大変動でアトランティス本国やピクト群島が壊滅しても各地には、アトランティス人とピクト人だけが生き残った。大変動の後もアトランティス人は、ピクト人と絶え間なく争い続ける間に文明レベルが低下し、獣同然の境遇に落ち込んだ。「ピクト人とキンメリア人の間に平和が訪れたことはなく、その戦いは、この世界のはじまりよりも古いものだ」とコナンが語っているように両民族の争いは、アトランティス大陸が地上にあった頃から続き、ハイボリア時代においても変わらない。
ハイボリア時代を通して他の民族に征服されたことはない。『黒河を越えて』によればアキロニアが植民地化しようとしたことがあったが各氏族の連携により失敗した。この戦乱がコナンにとっての初陣になった。
主にクロムとその眷属を信仰する。これは、古代ケルト神、クロム・クルアハかクロム・ドーがモチーフとされる。クロムは、高い山の上に住み、人々に死の運命を投げかける。軟弱な人間を嫌うクロムは、救いの祈りを受け取らず、むしろ目に着かないようにしなければならない。勇気、自由意思、戦う力を与えると信じられている。
クロム信仰のためかキンメリア人は、現世にも死後の世界にも希望を持たず、鬱々としている。コナンが故郷を飛び出したのは、この陰気な民族性が気に入らないからだとしている。
実際に歴史上に存在したキンメリアとは、一切関係ない。

#### スティギア王国
影横たわる常闇の国。墳墓の国と表現される。
巨大なピラミッドが屹立する南方の国で現在のエジプトに位置し、地中海が陸地になっているため、現在のヨーロッパに当たる地域から歩いて渡ることができる。
太平洋上のレムリア大陸が海に没した後、生き残ったレムリア人は、スティギア人によって獣同然の奴隷の境遇に転落した。しかし再び知的レベルを向上させたレムリア人の反乱によってスティギア人は、西方に追いやられてしまう。そこは、大変動以前は、トゥーレ大陸の一部で未だ旧支配者であるヴァルーシアの蛇人間が王国を築いていたが、スティギア人はこれを急襲して転覆させ、新王国を樹立した。
地下に眠る旧支配者の生き残りは、スティギア人の崇拝の対象であり、セト神官団が国王に代わって実権を握っている。
主にセト神（Set）を信仰し、他にデルケト、バースト信仰がある。セトは、綴りは異なるが古代エジプトの蛇神サタ（Sata）のこと、あるいはこれをモチーフとしており後の時代のサタンのことである。ハワード以外の作品によってニャルラトホテプの化身に位置付けられた。
ケミ、スクメト、ルクスルなどの都市があり、ナイル河に相当するステュクス河がある。
ハイボリア時代の末期、氷河期が迫るとヴァニール人が南下して滅亡し、赤毛のファラオが誕生した。
後のエジプト王国。
主要な登場人物に神官トート・アモン（『不死鳥の剣』）がいる。

#### ヒルカニア王国
東方のレムリア人の末裔たちが建設した国家。上述のようにかつては、スティギア人によって奴隷の境遇に追いやられていた。
草原地帯を支配する騎士の国であり、コナンもコサックの首領となっていた時期がある。
主要な登場人物に盗賊のサボタイ（映画『コナン・ザ・バーバリアン』）がいる。

#### ノルドヘイム
現在の北欧に当たる地域。バルト海とボスニア湾がまるごと陸地になっているため南と陸続きになっている。
金髪碧眼の蛮族。大変動直後にハイボリア人によって極北の地に追いやられた原始人が2000年後に文明を築いて後に南下し、ハイボリア文明を一掃した。金髪族のノルドヘイム、ヴァナヘイム、赤毛国のヴァニール、アスガルド、黄髪国のエーシルと別れる。後にネメディアは、エーシル人に征服され、ネメディア人とは、エーシル人を指す言葉になる。彼らは、ハイボリア民族の築いた文明を受容しつつ、より力強いものに変えて後世に残した。
史実のノルド人に相当する集団。『氷神の娘』で言及され、コナンは、故郷を離れて彼らと共にヒューペルボリアとの戦役に参加し、その戦いで捕虜になったことが後々までハイボリア民族に対する復讐心に結びついたとされている。

#### シェム
聖書に登場するセムに由来する。
現在の地中海、メソポタミア、シリア、パレスチナ、アラビアに相当する広範な地域を指す。
都市国家アスガルン、クトケメス、ザムボウラなどの都市がある。
主要な登場人物に女海賊のベーリト（『黒い海岸の女王』）がいる。

#### ザモラ
大変動を生き延びたトゥーレ人の一派、ゼムリ族の国家。アキロニアに対抗するためネメディアが同盟を結んでいた国であり、浅黒い肌の民族が住む神秘的な国、あるいは優れた泥棒の出身地として描かれる。
アキロニアがネメディアを破るとアキロニア軍を駐屯させられ、ヒルカニアに対する防衛拠点となったがピクト人がアキロニアに侵攻すると軍が撤退したためにヒルカニアに占領された。
アレンジャン、シャディザールなどの都市がある。

#### ジンガラ
現在のイベリア半島で一部が大西洋上にある。
名前の由来は、「ジプシーの女性」を意味するイタリア語から。
全体的にスペインをイメージしており、登場人物は、反った兜や派手な甲冑を身に着けている。
ハイボリア民族の勢力拡大により、西に追いやられたピクト人がジング渓谷のシェム系の農耕民族と混血し、そこへさらにハイボリア民族が征服・混血して誕生した人種の国家で卓越した剣技を持つ騎士の国。また海賊の国でもある。
コルダヴァ、メッサンティアなどの都市がある。北のピクト人の地域とは、黒河を境に接している。また近海にバラカ群島がある。
アキロニアに抵抗する一方でアキロニアの傭兵としてヒルカニアと戦った。アキロニアが滅びてヒルカニアが伸長すると東に連れ去られ、ザモラ人と混血してジプシーとなった。

#### ピクト人
ハワードの創作した〈コナン〉シリーズ以前のキャラクター、ブラン・マク・モーンがこの人種に属している。ハワードは、ケルト人あるいはアメリカインディアンをイメージしてこの人種を創造したとされる。
現在の大ブリテン島とアイルランド、ほぼ大西洋上に当たる地域。
名前は、Paintに由来し、ピクト人がボディペイントしていることから。
大変動以前、ピクト群島とトゥーレ大陸に都市を持っており、隆起したピクト群島は、後の南北アメリカ大陸になり、こちらの生き残りがネイティブアメリカンの先祖となり、トゥーレ大陸の植民市に住んでいたピクト人が大変動後に現れたハイボリア大陸に住み続けた。大変動直後、ピクト人は、わずかに残ったアトランティス人と争い続け、人語を介して自らをピクト人と呼称する以外、人間らしい知的レベルから転落する。
鷹、オオカミ、鵜、ワニなどの動物をシンボルとした血族集団に分かれている。長らく未開人の境遇から脱さず、ハイボリア大陸の西端に定住していた。接するアキロニア、ジンガラとは、黒河、雷河で国境を定めている。
コナン王死後の時代、ミトラ神の司祭で宣教師であるネメディア人、アルスは、どういう経緯か不明なもののピクト人に関心を抱き、部族長ゴルムと接触して布教と共に鉄器や文明国の技術をもたらした。ゴルムは、ミトラ神の布教には興味を持たず、合理的にアルスから知識を得るとアキロニア帝国を滅ぼしてピクト帝国を建設した。ゴルムは、アルスと出会ってから75年以上経ち、100歳近い年でエーシル人のネメディア王ヒアルマルによって倒されるまでハイボリア大陸を席巻した。
ピクト人は、素朴で獰猛で自明であり、破壊した文明の模倣も再興も行わなかったためハイボリア民族が滅びると廃墟は、二度ともとに戻らなかった。このため氷河期が訪れるまでピクト人とヒルカニア人は、廃墟を巡って争い続け、次第に衰退して極北から南下したノルドヘイム民族によって圧迫され、民族移動やハイボリア最終期に起こった大変動によって姿を消した。

#### クシュ人
ハイボリア民族にとってクシュ人とは、黒人を指す。これは、ハイボリア人が最初に接触した黒人がバラカ群島の黒人海賊であったことに由来し、ケシャン人、ダルファル人、プント人であるに関わらずクシュ人と呼ぶ。
スティギア以南のハイボリア大陸南海岸、つまり後のアフリカ大陸には、黒人王国が広がっており、コナンも海賊として活躍した。
黒人王国と呼ばれる地域には、クスタル、クスコル、アルクメーノン、ケシアなどの都市、ケシャン、プント、ザムバブウェイなどの国家、他にザルケバ河がある。
特にダルファル人は、ダルフールに由来する民族でヨグを信仰し、食人文化がある。また歯をヤスリで削っていると描写される。

#### ヴェンドゥヤ
インドをイメージした国家。実在の地名ヴィンディヤ山脈に由来する。
アスラ神を信仰し、ハイボリア大陸各地の信者が死んだ場合、船でヴェンドヤに送られる。恐ろしい邪教とされ、ミトラ信者から弾圧されているがアキロニア王コナンによって保護された。
主要な登場人物にヤスミナ姫（『黒い予言者』）がいる。

## 出版事情
「コナン」の初出は『ストレンジテールズ』1932年6月号に掲載された短編小説『闇の種族』である。これは、ハワードが親友ハワード・フィリップス・ラヴクラフトとの交流によって執筆したクトゥルフ神話とされる。本作のゲール人「略奪者コナン」は、後のキンメリアの「英雄コナン」とは諸設定が異なり、あくまで初期版の、実質的に名前が同じだけの別人である。
その後、ハワードの書いた〈コナン〉シリーズは、全部で21篇になり他に梗概にとどまるものと未完の草稿が5篇あるとされる。完成作のうち17篇はパルプ雑誌『ウィアード・テイルズ』に発表され、残る4篇のうち3篇は1950年代に発見されて大幅加筆のうえ発表、1960年代に発見された最後の1篇は原作のまま発表された。
コナンには、模倣作品や加筆作品がきわめて多く、未完の草稿を完成品に仕立てたもの、コナン以外のハワード作品の主人公をコナンに変えてしまったものや、まったくの模倣作品にいたるまで数多ある。原因としては、コナンの物語が年代順に書かれていないことと物語の間の空白期間が長いことがあり、その間を埋めようとするファン心理が模倣を産んだと考えられている。
日本にコナンが紹介された1970年代、アメリカで発表されたシリーズにはノーム・プレス版（ハードカバー全7巻）とランサー・ブックス版（ペーパーバック全12巻）があり、後者は表紙絵をフランク・フラゼッタが描いたこともあって爆発的な人気を呼んだ。ランサー・ブックス版はハワードの作品の空白期間を加筆作品で埋めて時系列順に並べ替え、コナンの一代記を形成しようとする試みであるのに対し、ノーム・プレス版は5巻までをハワード作品とし、模作を6・7巻にまとめてある。

### 日本語訳
ハヤカワ文庫がノーム・プレス版を、創元推理文庫がランサーブックス版を底本にしている。ハヤカワ版は底本の第5巻を2分冊にし全8巻で刊行されたが、創元版は7巻目で途絶した。当時、ノーム・プレス版は原作に忠実であるとされていたが、死後の発表作にはディ・キャンプの加筆がかなり入っているものもあるようである。
中村融により、ハワード原作に忠実な新シリーズで「新訂版コナン全集」（創元推理文庫）を2006年より刊行開始し、2013年に『第6巻 竜の刻』で完結した。本シリーズはハワードが執筆した作品のみに限定し、ランサーブックス版（および旧創元推理文庫版）同様に発表順ではなく年代順に並べ替えられ、十代半ばの傭兵時代を描く『氷神の娘』から始まり、アキロニア王となったコナンの冒険である『竜の刻』で幕を閉じる。
中村は改訳および資料新訳を加え、2022年から2024年に単行判『愛蔵版 英雄コナン全集』（全4巻、新紀元社）を刊行した。

## 執筆歴（ハワード・オリジナル作品）

### 第1作～第3作
ハワードは、1931年11月頃からテキサス南部へ旅行し、1932年2月頃に「リオ・グランデ南部のとある国境でコナンの着想を得た」と1935年7月23日付けのクラーク・アシュトン・スミス宛ての手紙に書いている。
そこから前述の『闇の種族』や第1作『不死鳥の剣』（1932年3月頃）、第2作『氷神の娘』（同年同月）、第3作『石棺の中の神』（同年同月）が執筆された。第1作は、〈キング・カル〉シリーズの『By this Axe I rule』（1929年5月）の改稿であり、ウィアードテイルズの編集長ファーンズワース・ライトは、長過ぎるとして書き直しを命じ、第２作と第3作は、掲載を断られた。
この間にハワードは、コナンの舞台である疑似歴史・地理を整理する必要があると考え、『ハイボリア時代（The Hyborian Age）』（不明）や『ハイボリア時代の諸民族に関する覚書き』（1932年3月）というエッセイをまとめている。また詩『キンメリア』が書かれている。

### 第4・第5作
第1作の書き直し、第2・第3作の掲載拒否を告げる1931年3月10日付けのファーンズワースからの手紙を受けてかハワードは、『死の広間』（1931年3月）の執筆を中断した。ハワードは、これまでの失敗を踏まえてシリーズを放棄するのではなく方針を改め、第1作を書き直し、第4作『象の塔』（1931年4月）をウィアードテイルズに送った。第4作がファーンズワースから激賞されると続けて第5作『真紅の城砦』（1931年春頃）を執筆した。
第1作『不死鳥の剣』と第5作『真紅の城砦』は、共に40代でアキロニア王になったコナンの物語だが、第4作『象の塔』は、まだ故郷を離れたばかりの10代後半の少年であり、コナンのキャラクターを固める物語になった。

### 第6作～第12作
第6作『黒い海岸の女王』（1932年8月）、第7作『黒い怪獣』（1932年８～11月）、第8作『月下の影』（1932年11月）、第9作『忍び寄る影』（1932年11月）が執筆される。
ハワードが第9作まで完成させた頃、1932年12月にウィアードテイルズ誌上でようやくコナンが実際に掲載された。
第10作『黒魔の泉』（1932年12月）、第11作『館のうちの凶漢たち』（1933年1月）が執筆される。第12作『消え失せた女たちの谷』（1933年2月）は、ハワードの生前に発表されなかった。

### 第13作～第15作
1933年5月、英国出版社デニス・アーチャーからハワードに英国での作品展開に関する連絡が届いた。ハワードは、『象の塔』、『真紅の城砦』を6月15日に送ったが1934年1月、デニス・アーチャーからは、作品に非常に興味を持ったが短編のコレクションではなく長編を書いて欲しいという返事が届いた。
パルプ雑誌作家であり長編をほとんど書いたことの無いハワードは、ショックを受けたもののパルプ雑誌向けの第13作『鋼鉄の悪魔』（1933年10月）、第14作『黒い予言者』（1934年1月）をかき上げながら、デニス・アーチャーに宛てるコナンではない『魔境惑星アルムリック』（1934年2月）を執筆し始めるも途中でやめ、代わってやはりコナンを書き始めた。まず『トムバルクの太鼓』（1934年3月半ば）を執筆し始めるもやめ、過去作を膨らませて第15作『龍の刻』（1934年3月17日～５月）を書き上げた。
『龍の刻』は、過去作『黒い怪獣』と『真紅の城砦』を元にアーサー王伝説の要素を加え、英国展開を踏まえて書かれた。1934年5月20日、ハワードは、この『龍の刻』完成稿をデニス・アーチャーに送ったが11月には、断られ、代わりにウィアードテイルズに送った。ウィアードテイルズは、1935年12月号から『龍の刻』を５回に別けて連載した。

### 第16作～第20作
第16作『魔女誕生』（1934年5月～6月）、第17作『古代王国の秘宝』（1934年7月）を執筆する。
ハワードは、1934年後半から西部劇を描きたいと考え、コナンに対する執筆意欲が薄れた。友人ラヴクラフトへの手紙には、彼が収集した南北戦争や開拓時代の逸話が綴られている。これは、英国展開の失敗に加え、ウィアードテイルズが1500ドル以上のハワードへの原稿料未払いがあったことも理由に挙げられる。ハワードは、怪奇小説から離れ、展望のあるジャンルを書きたいと望むようになっていた。特にパルプ雑誌アクションストーリーズの1934年3月～4月号でコメディ西部劇〈エルキンズ（Breckenridge Elkins）〉シリーズの第1作『マウンテンマン』（1933年7月）が始まるとハワードは、生前で最高の収入を得、パルプ作家からより本格的な作家業に転向する道さえ掴むほどの大成功を収めたこともあり、コナンから離れるのもやむを得ない事情と言えた。
未完の断片『辺境の狼たち』（1934年後半）を執筆したが西部劇の要素を含み、後の第18作『黒河を越えて』（1934年9月）として書き直された。
第19作『黒い異邦人』（1935年1～2月）、第20作『ザムボウラの影』（1935年3月）が執筆される。第19作は、ハワードの生前には発表されなかった。

### 第21作『赤い釘』
1935年6月に執筆され、7月22日にウィアードテイルズに郵送された。これがハワードによる最後の〈コナン〉シリーズである。
この時期のハワードは、母親の看病と多額の医療費に苦しんでいた。ウィアードテイルズは、いまだ800ドルの原稿料未払いがあり、5月初旬に編集長ファーンズワースへ毎月、少額でも原稿料を払って欲しいことを伝えた。しかしウィアードテイルズに支払い能力がないことは、ハワードにも分かっていた。従ってハワードは、ファーンズワースからの返事を待たず代理人のO・A・クラインと相談し、ウィアードテイルズから撤退する方針を固めた。ハワードの友人であるクラーク・アシュトン・スミスも彼と意見を共有し、後の1937年にパルプ作家を廃業している。またラヴクラフトに対して「ウィアードテイルズに送った最後の糸――これが私の書いた最後のファンタジーになるかも知れません（The last yarn I sold to Weird Tales --and it well may be the last fantasy I'll ever write--）」と手紙を送っている。

## 作品一覧（ハワード・オリジナル作品）
日本語題名は創元推理文庫による。

### 「ウィアード・テイルズ」誌掲載作
（数字は掲載号）
- 「不死鳥の剣」 "The Phoenix on the Sword" (1932/12)
- 「真紅の城砦」 "The Scarlet Citadel" (1933/1)
- 「象の塔」 "The Tower of the Elephant" (1933/3)
- 「黒い怪獣」 "Black Colossus" (1933/6)
- 「忍びよる影」 "The Slithering Shadow" (1933/9)
- 「黒魔の泉」 "The Pool of the Black One" (1933/10)
- 「館のうちの凶漢たち」 "Rogues in the House" (1934/1)
- 「月下の影」 "Shadows in the Moonlight" (1934/4)
- 「黒い海岸の女王」 "Queen of the Black Coast" (1934/5)
- 「鋼鉄の悪魔」 "The Devil in Iron" (1934/8)
- 「黒い予言者」 "The People of the Black Circle" (1934/9-11)
- 「魔女誕生」 "A Witch Shall be Born" (1934/12)
- 「古代王国の秘宝」 "Jewels of Gwahlur" (1935/3)
- 「黒河を越えて」 "Beyond the Black River" (1935/5-6)
- 「ザムボウラの影」 "Shadows in Zamboula" (1935/11)
- 「竜の刻」 "The Hour of the Dragon" (1935/12-1936/4)
- 「赤い釘」 "Red Nails" (1936/7-10)

### 生前未発表作
- 「氷神の娘」 "The Frost Giant's Daughter"
- 「石棺の中の神」 "The God in the Bowl"
- 「消え失せた女たちの谷」 "The Vale of Lost Women"
- 「黒い異邦人」 "The Black Stranger"

### 未完作品
- 「闇のなかの怪」 "The Snout in the Dark" （断片）
- 「トムバルクの太鼓」 "Drums of Tombalku" （断片）
- 「死の広間」 "The Hall of the Dead" （梗概）
- 「ネルガルの手」 "The Hand of Nergal" （断片）

## 日本語訳

### 早川書房版（ノーム・プレス版）
- 早川書房〈ハヤカワ文庫SF〉、武部本一郎画

団精二・鏡明・佐藤正明訳
以下は日本語訳題 - 原題 - 原著刊行年 - ISBNコード - 日本版刊行年月
1. 「征服王コナン」（Conan the Conqueror, 1950） ISBN 4-15-010002-0 （1970.8.31）
2. 「風雲児コナン」（The Sword of Conan, 1952） ISBN 4-15-010010-1 （1970.11.30）
3. 「冒険者コナン」（The Coming of Conan, 1953） ISBN 4-15-010014-4 （1971.1.31）
4. 「不死鳥コナン」（King Conan, 1953） ISBN 4-15-010024-1 （1971.4.30）
5. 「狂戦士コナン」（Conan the Barbarian, 1954） ISBN 4-15-010030-6 （1971.6.30）
6. 「大帝王コナン」（King Conan, 1953） ISBN 4-15-010060-8 （1972.6.30）

#### 別巻
1. 「復讐鬼コナン」ディ・キャンプ&ニューベリイ（The Return of Conan, 1957） ISBN 4-15-010043-8 （1971.11.30）
2. 「荒獅子コナン」L.S.ディ・キャンプと共著（Tales of Conan, 1955） ISBN 4-15-010129-9 （1973.10.31）

### 東京創元社版（旧版）
宇野利泰訳、柳柊二画、末弥純表紙画（新版3冊目まで）もある
1. 「コナンと髑髏の都」 ISBN 4-488-51401-4
2. 「コナンと石碑の呪い」 ISBN 4-488-51402-2
3. 「コナンと荒鷲の道」 ISBN 4-488-51403-0
4. 「コナンと焔の短剣」 ISBN 4-488-51404-9
5. 「コナンと黒い予言者」 ISBN 4-488-51405-7
6. 「コナンと毒蛇の王冠」 ISBN 4-488-51406-5
7. 「コナンと古代王国の秘宝」 ISBN 4-488-51407-3

### コナン全集
- 『新訂版 コナン全集』 東京創元社〈創元推理文庫〉

宇野利泰・中村融訳（第5・6巻は中村の単独訳）、後藤啓介画（カバー）
1. 「黒い海岸の女王」 ISBN 4-488-51411-1 （2006年10月）
2. 「魔女誕生」 ISBN 4-488-51412-X （2006年12月）
3. 「黒い予言者」 ISBN 978-4-488-51413-6 （2007年3月）
4. 「黒河を越えて」 ISBN 978-4-488-51414-3 （2007年7月）
5. 「真紅の城砦」 ISBN 978-4-488-51415-0 （2009年3月）
6. 「龍の刻」 ISBN 978-4-488-51416-7 （2013年5月）

- 『愛蔵版 英雄コナン全集』 新紀元社（単行判 全4巻）

中村融による全面改稿版、寺田克也画（イラスト）
1. 「風雲篇」ISBN 978-4-7753-1884-3（2022年7月）
2. 「征服篇」ISBN 978-4-7753-1885-0（2022年10月）
3. 「降魔篇」ISBN 978-4-7753-1886-7（2023年7月）
4. 「覇王篇」ISBN 978-4-7753-1887-4（2024年8月）

## 翻案作品

### 映画
コナン・ザ・グレート
1982年の映画で、『英雄コナン』の最初の映画化作品である。
キング・オブ・デストロイヤー/コナンPART2
1984年の映画で『コナン・ザ・グレート』の続編である。
コナン・ザ・バーバリアン
2011年の映画。リ・イマジネーション作品という位置付けである。
The Legend of Conan
『コナン・ザ・グレート』のリブートとして、初作より30年後を舞台として制作される予定であったが、2017年4月、UNIVERSAL社はこの企画を断念した。

### アニメーション
コナン・ザ・アドベンチャー (アニメ)
1992年から1993年にかけて北米およびカナダで放映されたアニメーション。隕鉄から鍛えた剣を手にしたコナンが、隕鉄を狙う邪悪な魔術師アモンによって家族を石に変えられ、復讐の旅に赴く。全65話。

### コンピュータゲーム
CONAN
日本国内では2007年12月6日に発売したPlayStation 3・Xbox 360用のコンピュータゲーム。
Conan Outcasts（コナン アウトキャスト）
2018年8月23日に発売されたPlayStation 4用のコンピューターゲーム。海外、PC版（Steam）等ではConan Exilesの名称で販売されていたが、日本国内では他者の商標を侵害する可能性があるため、タイトルがConan Outcastsに変更された。